# Cyperus cearaensis
Cyperus cearaensis là một loài thực vật có hoa trong họ Cói. Loài này được Gross ex Kük. mô tả khoa học đầu tiên năm 1936.